# Pseudopallene longicollis
Pseudopallene longicollis là một loài nhện biển trong họ Callipallenidae. Loài này thuộc chi Pseudopallene. Pseudopallene longicollis được miêu tả khoa học năm 1888 bởi Sars.